# Dragacz (gmina)
Dragacz (do 1954 gmina Grupa) – gmina wiejska w województwie kujawsko-pomorskim, w powiecie świeckim. W latach 1975–1998 gmina położona była w województwie bydgoskim.
Siedziba gminy to Dragacz.
Według danych z 2010 gminę zamieszkiwały 7093 osoby.

## Struktura powierzchni
Według danych z roku 2005 gmina Dragacz ma obszar 111,14 km², w tym:
- użytki rolne: 51%
- użytki leśne: 27%

Gmina stanowi 7,55% powierzchni powiatu.

## Demografia

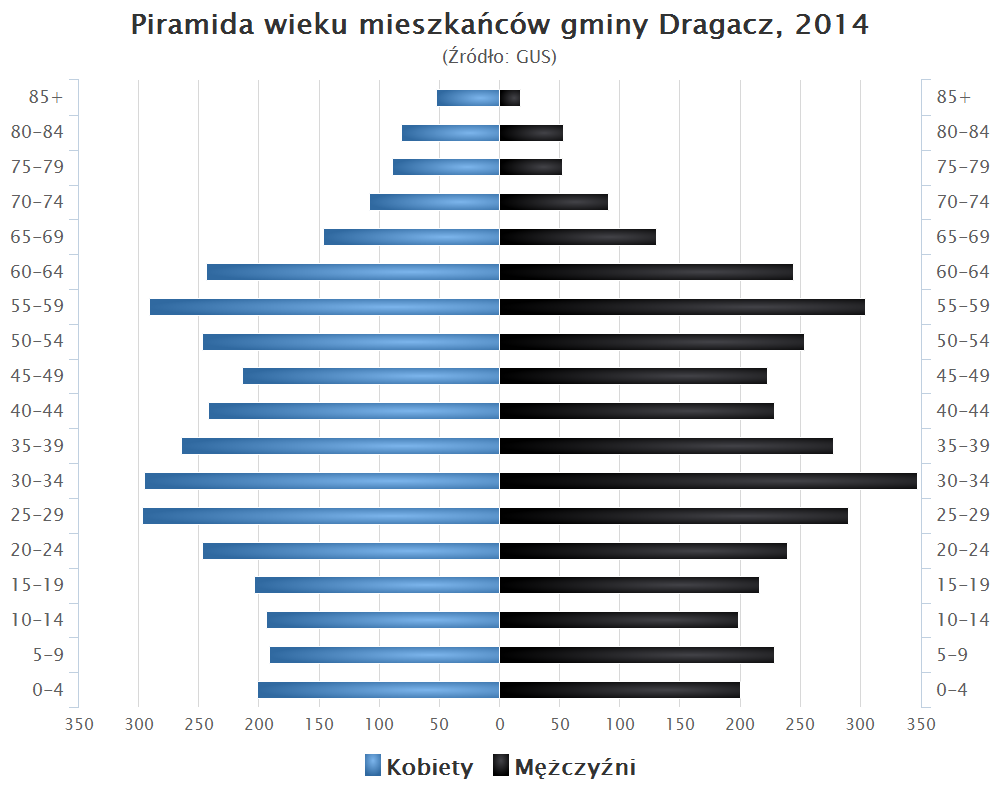
Piramida wieku mieszkańców gminy Dragacz w 2014 roku

Dane z 30 czerwca 2004:
| Opis                              | Ogółem | Ogółem | Kobiety | Kobiety | Mężczyźni | Mężczyźni |
| --------------------------------- | ------ | ------ | ------- | ------- | --------- | --------- |
| jednostka                         | osób   | %      | osób    | %       | osób      | %         |
| populacja                         | 7023   | 100    | 3526    | 50,2    | 3497      | 49,8      |
| gęstość zaludnienia (mieszk./km²) | 63,2   | 63,2   | 31,7    | 31,7    | 31,5      | 31,5      |

## Ochrona przyrody

### Parki krajobrazowe
Gmina w całości leży na terenie Nadwiślańskiego Parku Krajobrazowego
.

### Rezerwaty przyrody
Ochroną rezerwatową został objęty obszar rynny jeziora Fletnowskiego, gdzie utworzono rezerwat przyrody Jezioro Fletnowskie o powierzchni 25 ha.

### Natura 2000
Wschodnia część gminy jest położona na terenie obszaru Natura 2000 Dolina Dolnej Wisły PLB040003 OSOP

### Pomniki przyrody
Na terenie gminy znajduje się 12 pomników przyrody: 11 przyrody ożywionej i 1 nieożywionej. 

## Zabytki
Wykaz zarejestrowanych zabytków nieruchomych na terenie gminy:
- drewniana chata holenderska nr 38 z 1859 w Bratwinie, nr 330 z 20.02.1964 roku
- drewniana chata nr 31 z 1740 roku w Dragaczu, nr 331 z 20.02.1956 roku
- drewniana chata holenderska nr 7 z drugiej połowy XVIII w. w Małym Lubieniu, nr 334 z 21.02.1956 roku
- „Biała Karczma” (nr 127) z 1898 roku wraz z ogrodem w Michalu, nr A/419/1-2 z 19.08.1994 roku
- kościół parafii pod wezwaniem św. Jakuba Apostoła z 1680 roku w Wielkim Lubieniu, nr A/39 z 1.10.2001 roku
- drewniana chata nr 4 z ok. 1750 roku w Wielkim Lubieniu, nr 333 z 21.02.1956 roku
- drewniana chata nr 5 z 1830 roku w Wielkim Lubieniu, nr 335 z 21.02.1956 roku
- drewniana chata nr 6 z 1820 roku w Wielkim Lubieniu, nr 336 z 21.02.1956 roku
- drewniana chata nr 21 z drugiej połowy XVIII w. w Wielkim Lubieniu, nr 338 z 28.02.1956 roku
- drewniana chata nr 47a/49 w Wielkim Lubieniu, nr 337 z 28.02.1956 roku.

## Cmentarze ewangelickie
Na terenie gminy znajdowały się cmentarze ewangelickie w następujących miejscowościach: Bratwin, dwa w Dolnej Grupie, Dragacz, Górna Grupa, Fletnowo, Michale, Mniszek, Nowe Marzy, Polskie Stwolno, Wiąskie Piaski, Wielki Lubień, Wielkie Stwolno, Wielkie Zajączkowo. Ponadto w Dolnej Grupie znajdował się Mennonicki Dom Modlitwy, a w Górnej Grupie kościół ewangelicki (oba obiekty nie istnieją).

## Miejscowości
Sołectwa:
Bratwin, Dolna Grupa, Dragacz, Fletnowo, Górna Grupa, Grupa, Grupa-Osiedle, Michale, Mniszek, Wielki Lubień, Wielkie Stwolno, Wielkie Zajączkowo. 
Pozostałe miejscowości: Bojanowo, Mniszek (leśniczówka), Nowe Marzy, Polskie Stwolno, Stare Marzy, Wiąskie Piaski.

## Komunikacja
Przez gminę przebiegają drogi krajowe 91 oraz 16 oraz autostrada A1 (E75) (węzeł Nowe Marzy). Planowany jest przebieg drogi ekspresowej S5.

## Sąsiednie gminy
Chełmno, Grudziądz, Grudziądz (miasto), Jeżewo, Nowe, Świecie, Warlubie